# Баскетбол на летней Универсиаде 1987
Баскетбольный турнир на летней Универсиаде 1987 проходил в югославском Загребе с 8 по 19 июля 1987 года. Соревнования проводились среди мужских и женских сборных команд.
Победы одержали женская и мужская сборная Югославии.

## Медальный зачёт
| Место | Страна    | Золото | Серебро | Бронза | Всего |
| ----- | --------- | ------ | ------- | ------ | ----- |
| 1     | Югославия | 2      | 0       | 0      | 2     |
| 2-3   | СССР      | 0      | 1       | 0      | 1     |
| 2-3   | США       | 0      | 1       | 0      | 1     |
| 4-5   | Испания   | 0      | 0       | 1      | 1     |
| 4-5   | Китай     | 0      | 0       | 1      | 1     |

## Медалисты
|         | Золото    | Серебро | Бронза  |
| Мужчины | Югославия | США · Би Джей Армстронг · Марк Брайант · Мэтт Баллард · Шон Эллиотт · Дэнни Ферри · Билли Кинг · Эрик Лекнер · Трой Льюис · Пенни МакДональд · Митч Ричмонд · Энтони Тейлор · Кёртис Уилсон · Тренер — Майк Кшижевски | Испания |
| Женщины | Югославия | СССР | Китай   |